# Joshua Nkomo
Joshua Nkomo, född 19 juni 1917 i Semokwe i nuvarande Matabeleland South, Zimbabwe, död 1 juli 1999 i Harare, Zimbabwe, var en zimbabwisk politiker och nationalistledare.

## Biografi
Nkomo var en av de ledande personerna i kampen mot det vita minoritetsstyret i dåvarande Sydrhodesia och bildade 1961 självsständighetsrörelsen ZAPU (Zimbabwe African People's Union). Rörelsen förbjöds och Nkomo landsförvisades efter Ian Smiths maktövertagande 1964. Från sin exil inledde han kampen mot Smith-regimen och i syfte att skapa en enad front förenades 1974 ZAPU och en annan befrielseorganisation med ANC (African National Council).
Sedan Nkomos förvisningsdom hävts, deltog han som ledare för ANC:s moderata fraktion i förhandlingarna om svart majoritetsstyrelse i Rhodesia. Efter självständigheten 1980 blev Nkomo och hans parti ZAPU dock utmanövrerade av Robert Mugabe och ZANU. Rörelserna slogs senare samman till Zanu-PF.